# Henry Reynolds-Moreton
Henry John Reynolds-Moreton (25 juin 1827 - 28 octobre 1921) est un courtisan britannique et un homme politique du Parti libéral. Il est capitaine du Yeomen of the Guard de 1859 à 1866 et Lord Warden of the Stannaries de 1888 à 1908.

## Jeunesse et formation
Moreton est né le 25 juin 1827 à Sherborne, Dorset le fils aîné de Henry Reynolds-Moreton (2e comte de Ducie), et de sa femme, Elizabeth Dutton, fille de John Dutton (2e baron Sherborne). Il fait ses études au Collège d'Eton,.

## Carrière politique
En 1852, Moreton entre au Parlement comme député de Stroud,. L'année suivante, il succède à son père dans le comté et entre à la Chambre des lords. En 1859, il est admis au Conseil Privé et nommé Capitaine des Yeomen de la Garde sous Lord Palmerston, poste qu'il occupe jusqu'à ce que le gouvernement tombe en 1866, la dernière année sous la présidence de Lord Russell.
En dehors de sa carrière politique, Lord Ducie est Lord Lieutenant du Gloucestershire entre 1857 et 1911 et Lord Warden des Stannaries de Cornouailles et membre du Conseil du Prince de Galles entre 1888 et 1908,. En 1906, il est fait chevalier grand-croix de l'ordre royal de Victoria.
Le comte est nommé colonel honoraire du 1er bataillon administratif du Gloucestershire Rifle Volunteer Corps le 16 juin 1868 et occupe ce poste pendant 40 ans. Le bataillon devient plus tard le 2e bataillon de volontaires, Gloucestershire Regiment,.

## Famille
Il épouse sa cousine germaine, Julia Langston, fille de James Langston, député, le 24 mai 1849. Ils ont deux enfants :
- Henry Haughton Reynolds-Moreton, Lord Moreton (1857–1920), homme politique.
- Lady Constance Emily Reynolds-Moreton (décédée en 1920), épouse George Shaw Lefevre (1er baron Eversley).

La comtesse de Ducie meurt en février 1895 et Lord Ducie reste veuf jusqu'à sa mort à Gloucester en octobre 1921, âgé de 94 ans. Son fils unique étant décédé avant lui, les titres de Lord Ducie passent à son frère cadet, Berkeley Moreton (4e comte de Ducie).
Entre 1848 et 1853, il fait construire Tortworth Court où il vit alors. Au cours de sa longue vie, il passe beaucoup de temps à acquérir des plantes inhabituelles et exotiques du monde entier pour les planter dans les jardins de Tortworth Court. Beaucoup de plantes subsistent et le terrain comprend maintenant l'un des grands arboretums d'Angleterre.